# Ecologie profundă

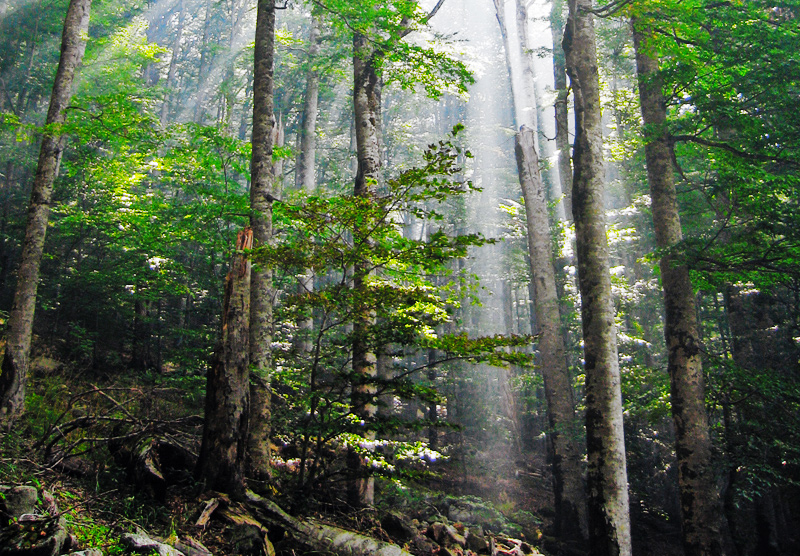
padure

Ecologia profundă este o ramură oarecum recentă a filosofiei ecologice (a ecosofiei), care consideră omul ca parte integrantă a mediului său înconjurător. Este un sistem de gândire care acordă mai multă valoare speciilor non-umane și ecosistemelor decât alte mișcări ecologiste clasice.
Ecologia profundă încearcă să evite ecologismul antropocentric, care e preocupat de protejarea mediului înconjurător strict pentru a putea fi exploatat în continuare de către oameni.